# Кристенсен, Шон
Шон Кристенсен (род. 17 ноября 1980,  Покипси, Нью-Йорк, США) — американский музыкант, актёр, сценарист, кинорежиссёр и художник. 

## Карьера
Он является выпускником Института Пратта, где  получил степень бакалавра изобразительных искусств в области иллюстрации и графического дизайна.  Кристенсен был фронтменом инди-рок-группы Stellastarr.  В 2013 году Кристенсен получил премию Американской киноакадемии за лучший короткометражный фильм  — 20-минутную трагикомедию «Сейчас или никогда», где  исполнил главную роль. Спустя год на основе этой короткометражке Шон снял фильм «Пока я не исчезну», также имевший успех и отмеченный наградами.
в 2017 году увидел свет новый фильм Кристенсена-режиссёра «Исчезновение Сидни Холла».